# 易卜拉欣·哈馬托
易卜拉欣·哈馬托（英語：Ibrahim Al Husseini Hamato，亦作；1973年7月1日—），又譯作易卜拉欣·哈姆托或哈馬度，是埃及
的殘奧乒乓球運動員。他被認為是殘奧會歷史上第一個用嘴練習乒乓球的運動員。哈馬托用口咬球拍，並用右腳腳趾夾緊球，然後用腳拋起球才可以發球。他亦是目前整個非洲唯一一位在東京殘奧參賽的乒乓球選手，但他亦曾在2011年及2013年的非洲的傷殘乒乓球比賽獲得銀牌。里約殘奧是他首度參加殘奧賽事。2020年夏季殘疾人奧林匹克運動會他是埃及代表團六位參賽選手之一。
哈馬托在10歲時因為一場火車意外而失去雙臂。在一次有线电视新闻网的訪問中他提及：「在我們的村裡，那時候只有乒乓球和足球兩種體育活動，所以我兩樣運動都會。在我的情況來看，很自然會首先選擇足球來玩，後來我以可以玩乒乓球來作為對自己的挑戰。」
他最近被國際乒乓球聯合會（ITTF）邀請進行面試。

## 家庭
哈馬托已婚，是三個小朋友的爸爸。

## 外部連結
- 易卜拉欣·哈馬托的Facebook頁面